# Буда (Октябрьский район)
Буда (бел. Буда) — деревня в Октябрьском районе Гомельской области Беларуси. В составе Краснослободского сельсовета.

## География

### Расположение
В 18 км на юго-запад от районного центра городского посёлка Октябрьский, в 247 км от Гомеля, в 13 км от железнодорожной станции Рабкор, расположенной на ветке Бобруйск — Рабкор, отходящей от линии Осиповичи — Жлобин.

### Водная система
Река Оресса (приток реки Птичь).

## Транспортная система
Транспортная связь по просёлочной, а затем по автомобильной дороге Октябрьский — Новосёлки.
В деревне 55 жилых домов (2004 год). Планировка — немного выгнутая улица с широтной ориентацией. Застройка деревянными домами усадебного типа.

## Экология и природа
Вокруг деревни располагается лес.

## История
По письменным источникам деревня известна с XIX века. По переписи 1897 года проходила под названием хутор Поречская Буда в Рудобельской волости Бобруйского уезда Минской губернии.
В 1931 году организован колхоз имени С. М. Будённого, работала кузница.
Во время Великой Отечественной войны, в апреле 1942 года, немецкие каратели полностью сожгли деревню и убили 19 жителей. Во время войны 20 жителей деревни погибли на фронтах.
В составе колхоза «Краснослободский» с центром в деревне Красная Слобода. Работали магазин, начальная школа, клуб, библиотека, отделение связи, фельдшерско-акушерский пункт.
С 19 мая 2000 года перечислена из Поречского в состав Червоннослободского сельсовета Октябрьского района. Червоннослободский сельсовет в июне 2005 года был переименован в Краснослободский.

## Население

### Численность
- 2004 год — 55 дворов, 154 жителя.

### Динамика
- 1897 год — 8 дворов, 55 жителей.
- 1908 год — 12 дворов.
- 1916 год — 20 дворов, 119 жителей.
- 1940 год — 38 дворов.
- 1959 год — 182 жителя (согласно переписи).
- 2004 год — 55 дворов, 154 жителя.